# Golpe de Estado en Prusia de 1932
El golpe de Estado en Prusia de 1932 (en alemán: Preußenschlag, /[ˈpʁɔʏsənˌʃlaːk]/) tuvo lugar el 20 de julio de 1932, cuando el presidente Paul von Hindenburg, a petición de Franz von Papen, entonces Canciller Imperial de Alemania, reemplazó el gobierno legal del Estado Libre de Prusia con von Papen como Comisionado del Reich. El mismo día, un segundo decreto transfirió el poder ejecutivo en Prusia al Ministro de las Fuerzas Armadas del Reich, Kurt von Schleicher, y restringió los derechos fundamentales.
Papen tenía dos razones para el golpe. Una era que las elecciones estatales de Prusia de 1932 habían dejado un parlamento dividido sin posibilidades viables para una coalición. Esto dio lugar a un gobierno provisional bajo la coalición que había ocupado el poder antes de las elecciones, sin un camino claro para reemplazarlo por una nueva coalición de gobierno. La segunda y principal razón fue que en algunas partes de Prusia se estaban produciendo violentas manifestaciones callejeras y enfrentamientos que, según Papen, el gobierno interino no podía controlar.
El golpe tuvo el efecto de debilitar la Constitución federalista de la República de Weimar y facilitar la centralización del Reich bajo Adolf Hitler después de su nombramiento como canciller en enero de 1933. Sin embargo, el resultado inmediato fue la eliminación de la última resistencia en Prusia al intento de Papen. establecer un "Nuevo Estado", esencialmente un precursor de una monarquía restaurada. Contrariamente a la intención de Papen, la medida finalmente tuvo el efecto de facilitar el camino de Hitler hacia el poder.

## Historia
El pretexto fue el violento malestar en algunas áreas de Prusia y la supuesta incapacidad del gobierno prusiano para manejar el asunto. El detonante principal fue el "Altonaer Blutsonntag" una disputa entre las SA y los comunistas en Hamburgo-Altona el 17 de julio de 1932. 18 personas murieron, 16 de ellas por las balas de la policía.
Sin embargo, es más probable que el gobierno prusiano encabezado por el ministro presidente Otto Braun, con autoridad sobre la poderosa fuerza policial prusiana, fuera simplemente una de las últimas fuerzas principales que se interpusieron en los planes de Papen para el gobierno nacionalista.
El movimiento fue facilitado por la situación inestable del gobierno prusiano. La coalición de centroizquierda de los socialdemócratas, el partido central y el partido demócrata liberal alemán había gobernado Prusia sin interrupción desde 1918, pero había perdido su mayoría en el Landtag (parlamento estatal) en las elecciones del 24 de abril de 1932. Sin embargo, bajo el gobierno prusiano constitución, un gobierno podría ser destituido de su cargo solo si hubiera una mayoría positiva para un posible sucesor. Esta disposición, conocida como un "voto constructivo de no confianza", tenía la intención de garantizar que un gobierno tuviera suficiente apoyo para gobernar.
Los comunistas y los nacionalsocialistas tenían más de la mitad de los escaños entre ellos, pero no cooperaban entre sí ni con otros partidos. Por lo tanto, no era posible un gobierno alternativo políticamente realista, y la coalición liderada por Braun permaneció en el cargo.
Sin embargo, von Papen también carecía del apoyo mayoritario en el Reichstag. Su único medio para gobernar era a través de las disposiciones de emergencia del Artículo 48, y por lo tanto a través de decretos emitidos por el Reichspräsident Hindenburg, sobre quien Papen tuvo una gran influencia. El decreto de emergencia del 20 de julio destituyó al gobierno de Braun y declaró a Papen Reichskommissar (Comisionado del Reich) para Prusia, le confirió todas las competencias de los ministerios prusianos y le otorgó el control directo sobre el gobierno prusiano.
El decreto fue declarado parcialmente inconstitucional el 25 de octubre de 1932 por el Tribunal Constitucional alemán, pero solo en lo que respecta a la existencia formal del gabinete prusiano. Se confirmó la transferencia de poder a Papen, mientras que el gabinete de Braun retuvo el derecho de representar a Prusia en el Reichsrat.
Prusia permaneció bajo la administración directa del gobierno federal hasta abril de 1933. La Ley habilitante de 1933 otorgó a Hitler el poder efectivo para promulgar leyes (incluidas leyes extraconstitucionales) sin el consentimiento del Reichstag. Uno de los primeros actos legislativos de Hitler fue disolver todos los parlamentos estatales (excepto el de Prusia) y reemplazarlos por legislaturas constituidas con base en los resultados de las elecciones federales parcialmente libres celebradas en marzo. Prusia fue excluida de esta medida porque había celebrado elecciones estatales al mismo tiempo, con un resultado similar (una pluralidad nazi). Con la prohibición de los partidos comunistas y socialdemócratas, los nacionalsocialistas ahora tenían una mayoría en el Landtag, que eligió a Hermann Göring como ministro-presidente. Sin embargo, bajo el gobierno de Hitler, los estados alemanes fueron efectivamente reemplazados por los Gauleiter, por lo que el cargo de Göring fue en gran parte ceremonial.
El Estado de Prusia fue finalmente disuelto por los aliados después del final de la Segunda Guerra Mundial.
- Datos: Q451046
- Multimedia: 1932 Prussian coup d'état / Q451046